# Irsza (Rosja)
Irsza (ros. Ирша) – osiedle typu miejskiego w Rosji, w Kraju Krasnojarskim, w rejonie rybińskim. W 2010 liczyło 1236 mieszkańców.